# Carthage (Texas)
Carthage é uma cidade localizada no estado norte-americano de Texas, no Condado de Panola.

## Demografia
Segundo o censo norte-americano de 2000, a sua população era de 6664 habitantes.
Em 2006, foi estimada uma população de 6604, um decréscimo de 60 (-0.9%).

## Geografia
De acordo com o United States Census Bureau tem uma área de
27,3 km², dos quais 27,2 km² cobertos por terra e 0,1 km² cobertos por água. Carthage localiza-se a aproximadamente 72 m acima do nível do mar.

## Localidades na vizinhança
O diagrama seguinte representa as localidades num raio de 28 km ao redor de Carthage.